# Armenisches Völkermord-Monument Nikosia

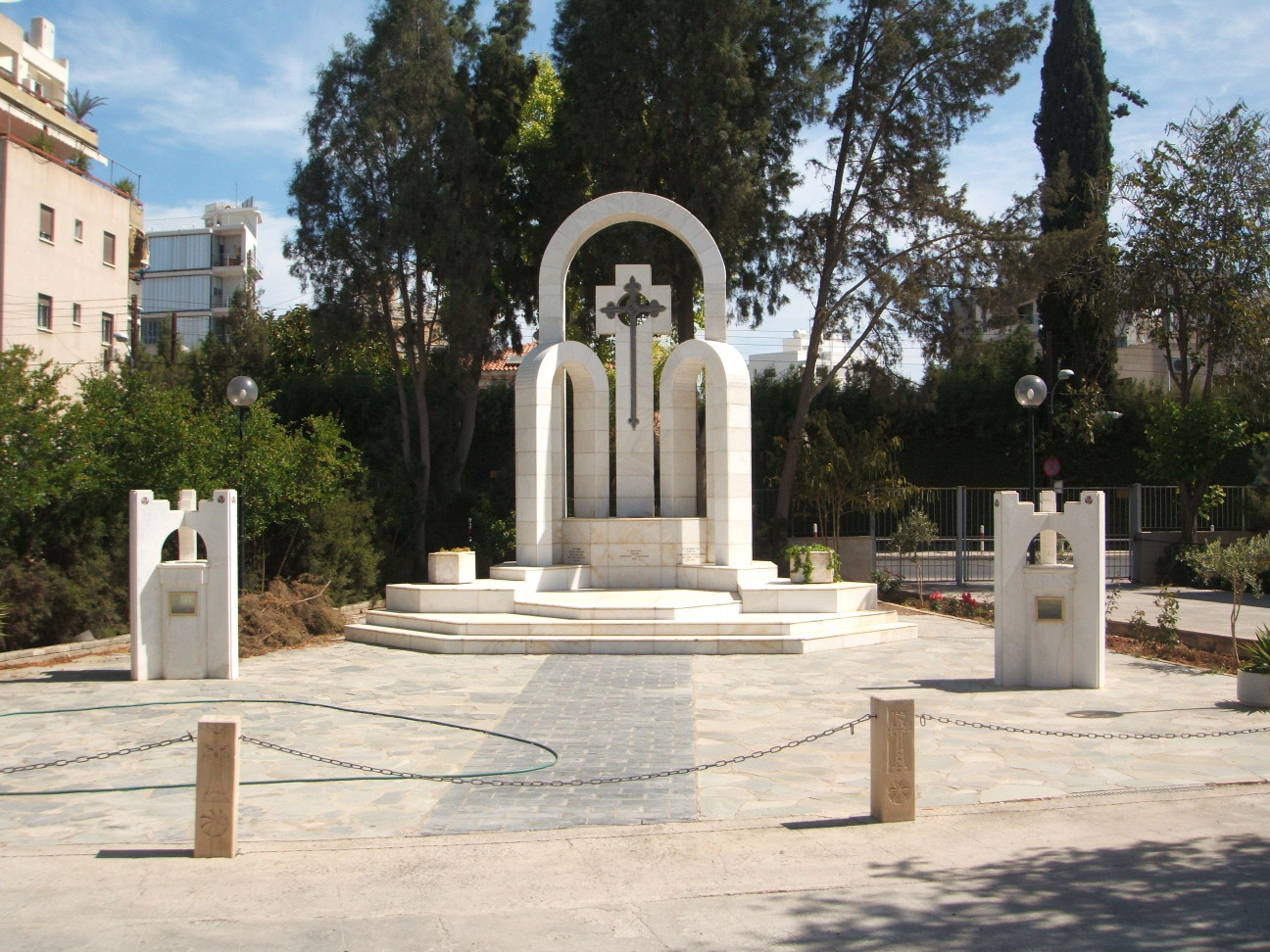
Armenisches Völkermord-Monument Nikosia

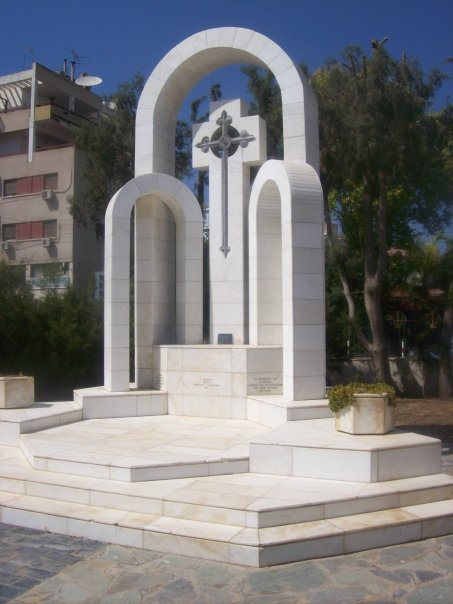
Armenisches Völkermordmonument in Nikosia

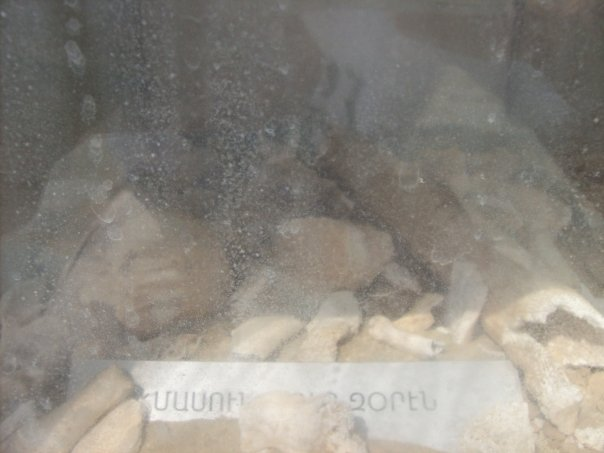
Knochenfragmente aus Der Zor der armenischen Völkermordopfer

Das Armenische Völkermord-Monument Nikosia, ist ein Mahnmal in der zyprischen Hauptstadt Nikosia, das den Märtyrern und Überlebenden des Völkermords an den Armeniern 1915–1923 im Osmanischen Reich gewidmet ist.
Es befindet sich innerhalb des armenischen Gebäudekomplexes an der Armenien-Straße in Akropolis, Strovolos, welcher das Armenische Prälaturgebäude, die Surp-Asdvadzadzin-Kathedrale, die Armenische Nareg-Schule, das Marmor-Chatschkar, die Büste des Erzbischofs Zareh Aznavorian und die Statue des Gregor von Narek umfasst.

## Errichtung
Die Errichtung des Monuments wurde von der armenischen Prälatur Zyperns unternommen, um eine dauerhafte Gedenkstätte an den Völkermord an den Armeniern innerhalb der Armenien-Straße zu haben. Die Gründung des Monuments fand 1985 statt, dem 70. Jahrestag des Völkermords, doch gab es zu dieser Zeit keinen Zeitplan für die Errichtung des Monuments.
1989 wählte die Armenische Prälatur eines von zwei Formaten aus, die vom berühmten Maler und Architekten John Guevherian eingereicht wurden, und der Aufbau begann im Frühjahr 1990. Es umfasst drei Marmorbögen, welche Armenien, die armenische Diaspora und die Armenier in der Sowjetunion repräsentieren. In der Mitte des Zentralbogens ist ein vom berühmten Bildhauer Levon Tokmajian geschaffenes schwarzes Granitkreuz; Tokmajian war als Gast am Melkonian Educational Institute mit der Erschaffung einer Serie von Büsten für die armenische Geschichte und Schrift beauftragt. Das Marmormonument befindet sich auf einem gehobenen Marmorgrund und hat von links nach rechts jeweils eine Griechische, Armenische und Englische Inschrift.

## Einweihung
Das Völkermordmahnmal wurde am 24. April 1992 unter Anwesenheit von einer großen Zahl an Gedenkenden vom Senior-Archimandrit Yeghishe Mandjikian eröffnet. 1996 wurden einige menschliche Überreste der Märtyrer des Völkermordes durch eine Delegation der Armenian Relief Society aus Markade, Wüste Deir ez-Zor, im Monument bestattet. 2000 wurden weitere Skelette innerhalb von zwei Reliquien platziert, aufgebaut durch Spenden der Familien Eghoyian und Tembekidjian, und umrundet von fünf Chatschkar-artigen Säulen, die nach den Spenden von Anahid Der Movsessian erbaut wurden.